# クープ (企業)
株式会社クープ（英: qooop, Inc.）は、映像編集やオンライン編集、ノンリニア編集、MA、BDなどのオーサリング、字幕・吹替制作などを手がける日本の映像制作企業。日本音声製作者連盟正会員、日本動画協会準会員、日本映像ソフト協会協賛会員。
2022年10月1日に、メモリーテック・ホールディングス傘下であったキュー・テックがポニーキャニオンエンタープライズを合併し商号変更した。

## 事業内容
映像の企画・制作、撮影、編集、各種オーサリング、フィルムスキャン、字幕・吹替制作など。
株式会社キュー・テックがあった場所で「キュー・テック スタジオ」として、株式会社ポニーキャニオンエンタープライズがあった場所で「PCEクリエイティブ / ピーズスタジオ」として、それぞれの事業を継続して行っている。

## オンライン編集

### テレビアニメ
2022年
- 機動戦士ガンダム 水星の魔女
- ぼっち・ざ・ろっく!
- チェンソーマン
- うる星やつら (2022)
- BLEACH 千年血戦篇
- 後宮の烏
- Fate/Grand Order Lostbelt No.7 黄金樹海紀行 ナウイ・ミクトラン 15秒TVCM

2023年
- 魔王学院の不適合者Ⅱ
- 痛いのは嫌なので防御力に極振りしたいと思います。
- トニカクカワイイ（第2期）
- 文豪ストレイドッグス（第4期）
- カードファイト!! ヴァンガード will+Dress Season 2
- とんでもスキルで異世界放浪メシ
- 久保さんは僕を許さない
- あやかしトライアングル
- NieR:Automata Ver1.1a
- UniteUp!

2024年
- 佐々木とピーちゃん
- 夜桜さんちの大作戦

2025年
- 地獄先生ぬ〜べ〜

### Webアニメ
2022年
- トニカクカワイイ 〜制服〜

2023年
- トニカクカワイイ 女子高編

2024年
- Duel Masters LOST 〜追憶の水晶〜
- Duel Masters LOST 〜月下の死神〜

### 吹き替え
マテル・テレビジョン
- きかんしゃトーマス
- バーニーの世界